# Кукурудзяний лабіринт

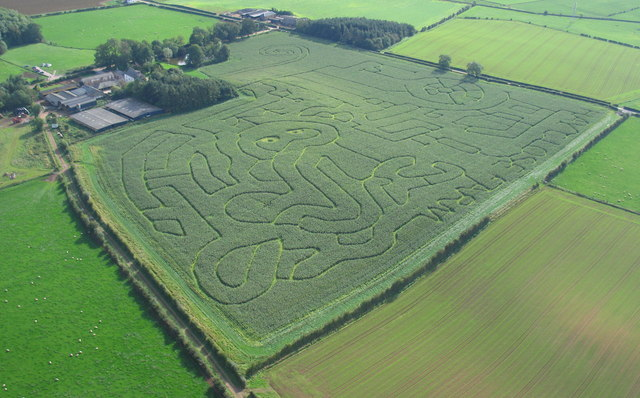
Hay Close Farm, Камбрія, Англія

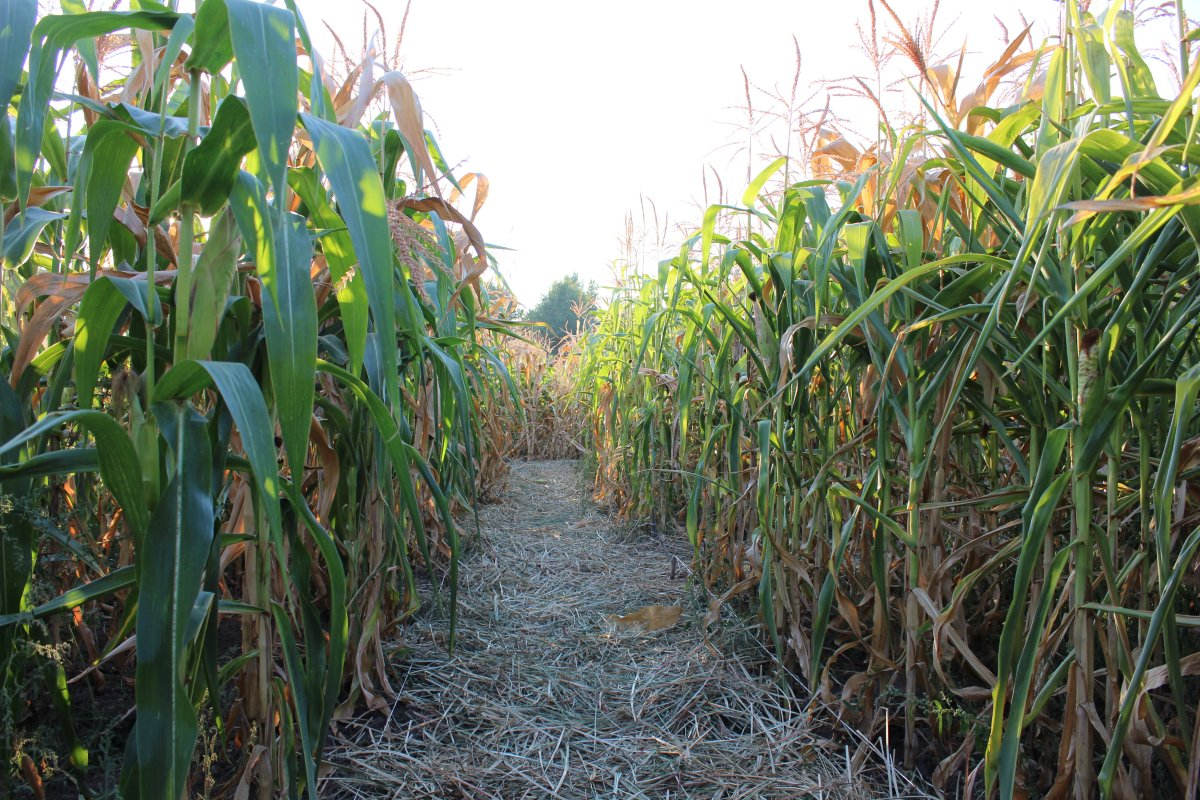
Вигляд лабіринту Labirudza з середини, Київ (2015)

Кукурудзяний лабіринт — це різновид агротуризму. Доріжки лабіринту знаходяться між рядками кукурудзи. Зріст якої сягає 3,5 м, та, завдяки густій зелені, дозволяє робити багато стежок незалежних одна від одної.
Перший кукурудзяний лабіринт був створений у селищі Аннвілл, Пенсільванія. Кукурудзяні лабіринти стали популярними туристичними заходами у Північній Америці. Це був спосіб для ферм щоб отримати туристичний дохід. Багато з них мають художні форми, такі як персонажі з фільмів. Деякі лабіринти навіть створюють, щоб розповідати історії або зобразити конкретну тему. Більшість з них мають шлях який йде по всьому малюнку і закінчується в середині або на виході. Ці лабіринти, як правило, поєднуються з іншими сільськогосподарськими заходами, що цікавлять для родини та екскурсантів. Деякі з них: атракціони, зоопарк, ігрові майданчики для дітей, місця для пікніків тощо. У США, як правило, кукурудзяні лабіринти вирубуються близько першого тижня листопада.
Найбільший кукурудзяний лабіринт у світі знаходиться у Діксон, штат Каліфорнія, площею 45 акрів (180 000 м2) станом на 2010 рік. Книга рекордів Гіннеса зафіксувала його ще у вересні 2007 року, коли він мав 40 акрів (160000 м2).

## Дизайни
Дизайни можуть бути простими лініями, а можуть створювати загальне зображення, яке можна побачити зверху. Багато з них засновані на художніх образах, таких як персонажі з фільмів. Деякі лабіринти навіть створюються для того, щоб розповідати історії або зображати певну тему. До складних належать лабіринти з популярними співаками, фільмами, сільськогосподарською тематикою, патріотичними сюжетами або історичними подіями.
Складні конструкції можуть бути виготовлені спеціалізованою компанією.
Великий лабіринт може бути розбитий на кілька частин. Це дозволяє людям вибрати шлях тієї довжини і складності, яку вони хочуть. Наприклад, сім'я з маленькими дітьми може вибрати коротшу і простішу частину, а інші можуть захотіти пройти кілька секцій. Незвичайно великий кукурудзяний лабіринт на фермі Stoney Brook Farms у США, який займає площу 110 акрів (45 га), має загалом 15 миль (24 км) доріжок.
Конструкції можуть бути вирізані на початку сезону, коли рослини кукурудзи коротші (близько 12 дюймів (30 см) заввишки), або влітку, коли вони вищі. В інших випадках кукурудзу висаджують, щоб сформувати лабіринт, використовуючи технологію GPS-картографування.

## Кукурудзяні лабіринти в Україні
Перший в Україні лабіринт у кукурудзяному полі "Labirudza" з'явився в Національному музеї народної архітектури та побуту України в Пирогові у серпні 2015 року.
Кукурудзяний лабіринт від агрофірми "Маяк" (с. Піщане, Черкаської області). Загальна довжина 15 км. Розміщується на 3,7 га. Перший лабіринт агрофірма "Маяк" відкрила у вересні 2015 року. Лабіринт 2016 року традиційно відрізняється складністю маршрутів і є найбільшим лабіринтом України за сумарною протяжністю ходів.